# Shaun Dimech
Shaun Dimech (8 de agosto de 2001) es un futbolista maltés que juega en la demarcación de centrocampista para el Valletta FC de la Premier League de Malta.

## Selección nacional
Tras jugar con la selección de fútbol sub-17 de Malta, la sub-19 y la sub-21, debutó con la selección de fútbol de Malta el 7 de octubre de 2020. Lo hizo en un partido amistoso contra Gibraltar que finalizó con un resultado de 2-0 a favor del combinado maltés tras los goles de Kyrian Nwoko y de Triston Caruana.

## Clubes
| Club        | País  | Año   | Partidos | Goles |
| ----------- | ----- | ----- | -------- | ----- |
| Valletta FC | Malta | 2016- | 36       | 0     |

## Palmarés

### Campeonatos nacionales
| Título                  | Club        | País  | Año  |
| ----------------------- | ----------- | ----- | ---- |
| Supercopa de Malta      | Valletta FC | Malta | 2017 |
| Premier League de Malta | Valletta FC | Malta | 2018 |
| Copa Maltesa            | Valletta FC | Malta | 2018 |
| Premier League de Malta | Valletta FC | Malta | 2019 |
| Supercopa de Malta      | Valletta FC | Malta | 2019 |
| Supercopa de Malta      | Valletta FC | Malta | 2020 |